# Elkhorn Grove Township
Die Elkhorn Grove Township ist eine von 12 Townships im Carroll County im Nordwesten des US-amerikanischen Bundesstaates Illinois.

## Geografie
Die Elkhorn Grove Township liegt im Nordwesten von Illinois rund 20 km nördlich des Rock River. Der Mississippi, der die Grenze zu Iowa bildet, liegt rund 40 km westlich. Die Grenze zu Wisconsin befindet sich rund 70 km nördlich.
Die Elkhorn Grove Township liegt auf 41°58′00″ nördlicher Breite und 89°42′00″ westlicher Länge und erstreckt sich über 50,34 km².
Die Elkhorn Grove Township liegt im äußersten Südosten des Carroll County und grenzt innerhalb dessen im Westen an die Wysox Township und im Norden an die Rock Creek-Lima Township. Im Osten grenzt die Elkhorn Grove Township an das Ogle und im Süden an das Whiteside County.

## Verkehr
Die einzige befestigte Straße ist die in West-Ost-Richtung durch die Township verlaufende County Road 25. Alle weiteren Straßen innerhalb der Township sind noch weiter untergeordnete unbefestigte Fahrwege.
Durch die Elkhorn Grove Township verläuft eine Eisenbahnlinien, die von der westlich der Township gelegenen Stadt Savanna nach Osten führt.
Der nächstgelegene Flugplatz ist der rund 20 km westlich gelegene Tri-Township Airport südlich der Stadt Savanna.

## Bevölkerung
Bei der Volkszählung im Jahr 2010 hatte die Township 229 Einwohner. Neben Streubesiedlung existieren innerhalb der Elkhorn Grove Township folgende gemeindefreien Siedlungen:
- Elkhorn Grove
- Hazelhurst1
- Hitt
- South Elkhorn

1 – teilweise im Ogle County